# Kanton Solignac-sur-Loire
Der Kanton Solignac-sur-Loire war bis 2015 ein französischer Wahlkreis im Arrondissement Le Puy-en-Velay, im Département Haute-Loire und in der Region Auvergne.

## Gemeinden
Der Kanton umfasste fünf Gemeinden mit insgesamt 5812 Einwohnern (Stand: 1. Januar 2012).
| Gemeinde                      | Einwohner Jahr | Fläche km² | Bevölkerungsdichte | Code INSEE | Postleitzahl |
| ----------------------------- | -------------- | ---------- | ------------------ | ---------- | ------------ |
| Bains                         | 1335 (2013)    | –          | – Einw./km²        | 43018      | 43370        |
| Le Brignon                    | 601 (2013)     | –          | – Einw./km²        | 43039      | 43370        |
| Cussac-sur-Loire              | 1728 (2013)    | –          | – Einw./km²        | 43084      | 43370        |
| Saint-Christophe-sur-Dolaison | 960 (2013)     | –          | – Einw./km²        | 43174      | 43370        |
| Solignac-sur-Loire            | 1239 (2013)    | –          | – Einw./km²        | 43241      | 43370        |